# هوپ آندر دینمور
هوپ آندر دینمور (به انگلیسی: Hope under Dinmore) یک روستا و محله مدنی در بریتانیا است که در هرفوردشر واقع شده‌است. هوپ آندر دینمور ۴۱۲ نفر جمعیت دارد.